# Diego de Orozco y Espinar
Diego de Orozco y Espinar (* Lima, fines del siglo XVI - † Santo Domingo, ?), fue un magistrado criollo que ocupó altos cargos políticos y académicos en el Virreinato del Perú. Rector de la Universidad de San Marcos y Presidente de la Real Audiencia de Panamá.

## Biografía
Estudió en el Colegio Mayor de San Felipe y San Marcos (1611), para luego proseguirlos en la Universidad de San Marcos donde se graduó de Doctor en Leyes y posteriormente se recibió como abogado ante la Real Audiencia de Lima. Ejerció el rectorado del claustro sanmarquino durante el periodo 1632-1633.
Nombrado oidor de la Real Audiencia de Panamá (1641), cometió como Presidente de dicho tribunal una serie de irregularidades y abusos que motivaron fuera sancionado con su traslado a la Real Audiencia de Santo Domingo (1648).
| Predecesor: Jaime de Alloza y Menacho | Rector de la Universidad de San Marcos 1632 - 1633 | Sucesor: Fernando de Guzmán |